# Premich (Fluss)
Die Premich ist ein selbst etwa 7 km, auf seinem Hauptstrang aus Kellersbach, dann Großem Steinach und zuletzt Premich sogar über 18 km langer rechter und westlicher Zufluss der Fränkischen Saale in Unterfranken.

## Geographie

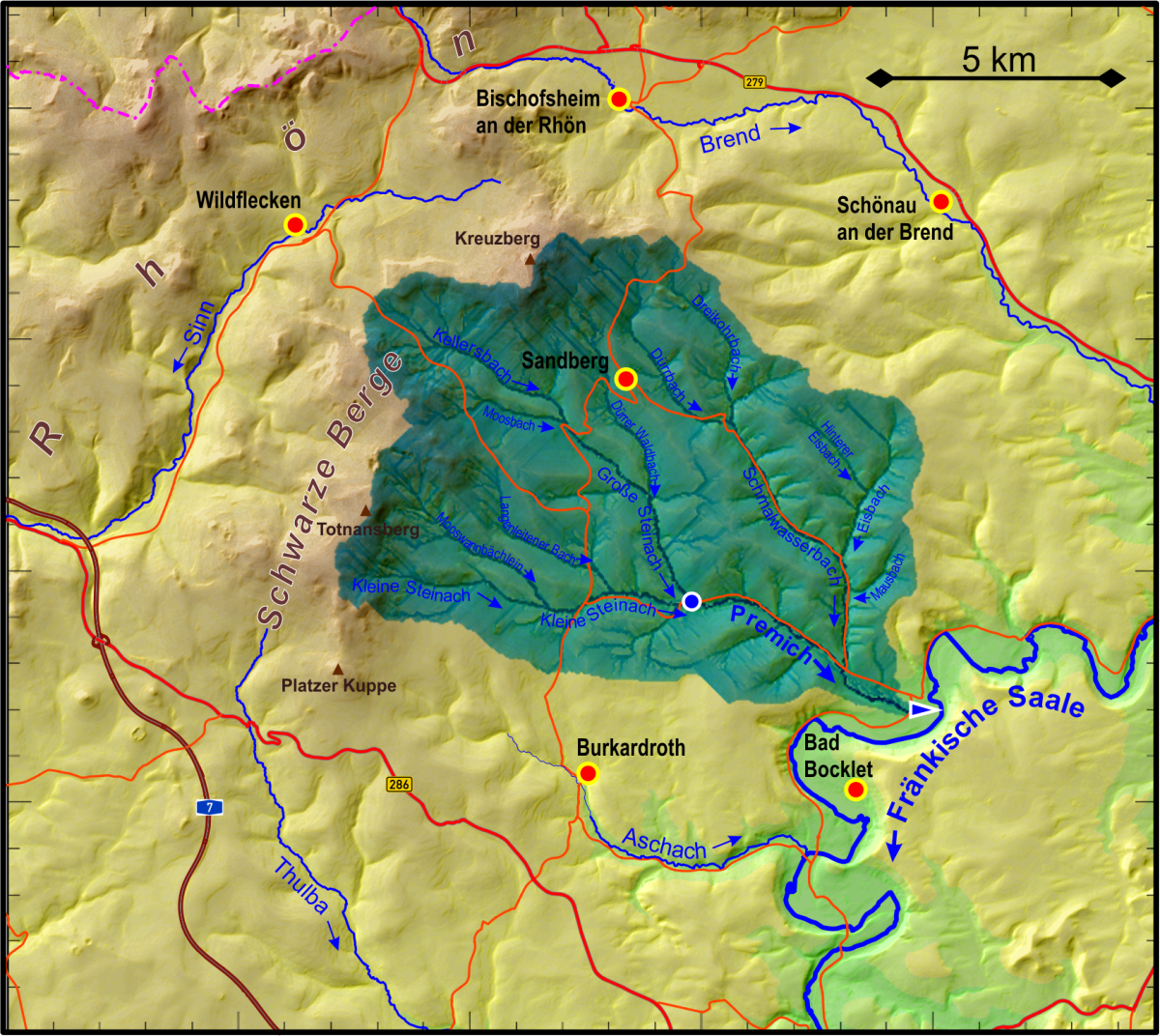
Einzugsgebiet der Premich

### Verlauf
Die Premich entsteht aus dem Zusammenfluss von Großer Steinach und Kleiner Steinach bei Burkardroth-Premich. Sie mündet bei Bad Bocklet-Steinach in die Fränkische Saale.

### Einzugsgebiet
Die Premich entwässert ein ca. 94 km² großes Gebiet in der südlichen bayerischen Rhön, östlich der Schwarzen Berge und südöstlich des Kreuzbergs. Höchster Punkt des Einzugsgebiets ist der 
928 m hohe Kreuzberg.

### Zuflüsse
Hierarchische Liste einer Auswahl von Zuflüsse, jeweils von der Quelle zur Mündung. Mit Gewässerlänge, Einzugsgebiet und Höhe. Andere Quellen für die Angaben sind vermerkt.
Zusammenfluss der Premich auf ca. 279 m ü. NHN an der Mohrmühle von Premich aus ihren beiden Oberläufen.
- Große Steinach, linker Quellbach'[4], mit Kellersbach 11,3 km und 27,2 km². Fließt auf ca. 385 m ü. NHN an der Sandmühle bei Sandberg-Waldberg aus ihren beiden Oberläufen zusammen.
  - Kellersbach, linker Oberlauf, entspringt auf ca. 675 m ü. NHN am Nordhang des Kellersteins bei Wildflecken-Schlöglalm
  - Moosbach, rechter Oberlauf, entspringt auf ca. 663 m ü. NHN am Osthang des Schwarzenbergs
  - Dürrer Waldbach, von links auf ca. 328 m ü. NHN. Entspringt auf ca. 807 m ü. NHN am Südosthang des Aschbergs
- Kleine Steinach, rechter Quellbach[5], , 8,3 km und 25,6 km². Fließt auf ca. 615 m ü. NHN am Eckenbrunnen aus einigen Hangquellbächen zusammen.
  - Mooswannbächlein oder Seebach, von links auf ca. 374 m ü. NHN an der Metzenmühle bei Gefäll. Entspringt auf ca. 774 m ü. NHN am Südhang des Schwarzenbergs.
  - Oberes Steinbächlein, von links auf ca. 309 m ü. NHN kurz vor Premich. Entspringt auf ca. 547 m ü. NHN einer Quelle im Pfarrdorf Sandberg-Langenleiten.
- Zornbach, von rechts auf ca. 253 m ü. NHN
- Saugraben, von rechts auf ca. 245 m ü. NHN
- Schmalwasserbach, von links auf ca. 234 m ü. NHN, mit Dürrbach 12,3 km und 30,1 km². Fließt auf ca. 351 m ü. NHN im Kirchdorf Sandberg-Schmalwasser aus seinen Oberläufen zusammen.
  - Dürrbach, rechter Oberlauf. Höchste Quelle ist der Eschenbrunnen auf ca. 713 m ü. NHN umterm Neustädter Haus von Bischofsheim in der Rhön
  - Dreikohrbach, linker Oberlauf. Entspringt auf ca. 607 m ü. NHN unterm Beilstein nördlich von Sandberg-Kilianshof.
  - Eisbach, von links
    - Hinterer Eisbach, von rechts

  - Mausbach, von links

### Flusssystem Fränkische Saale
- Fließgewässer im Flusssystem Fränkische Saale

### Orte
Die Premich fließt durch die folgenden Orte:
- Burkardroth-Premich
- Bad Bocklet-Steinach